# Klaus Lomnitzer
Klaus Lomnitzer (* 1970 in Marburg) ist ein deutscher Maler.

## Leben
Nach dem Studium (1992–1999) der Bildenden Kunst und der Philosophie für das Lehramt an Gymnasien an der Akademie für Bildende Kunst und der Philosophie an der Johannes-Gutenberg-Universität Mainz (erstes Staatsexamen) war er von 2007 bis 2012 künstlerischer Mitarbeiter am Institut für Kunstpädagogik der Goethe-Universität (Lehrauftrag für Grafik und Malerei). Nach dem Referendariat (2002–2004) am Studienseminar für Gymnasien in Frankfurt am Main (Friedrich-Dessauer-Gymnasium und Helene-Lange-Schule) in den Fächern Kunst und Ethik/Philosophie (zweites Staatsexamen) hatte er von 2013 bis 2016 Lehraufträge für Malerei und Grafik am Institut für Bildende Kunst an der Philipps-Universität Marburg. Seit 2016 ist er Professor für Grafik und Malerei am Institut für Bildende Kunst der Philipps-Universität Marburg.
Seine Arbeitsschwerpunkte sind Malerei, experimentelle Malerei, Grafik und Mixed Media.
In seinen Bildern setzt Lomnitzer der Natur entlehnte Formen ein, die er in unterschiedlichen Abstraktionsgraden darstellt. Statt Leinwand verwendet er häufig transparente PVC-Folie, die er beidseitig mit Acrylfarbe bemalt.

## Einzelausstellungen (Auswahl)
- 2002: „ausdenwaldindenwald“, Mittelrhein-Museum, Koblenz
- 2005: „sedimentales“, Kunstverein Speyer (mit Katalog)
- 2011: „[tswi:]“, Kunstverein Ludwigshafen (mit Katalog)
- 2013: „das staunen des kleibers über sein dasein als spechtmeise“, Marburger Kunstverein (mit Katalog)

## Auszeichnungen (Auswahl)
- 1999: Kunstpreis des Landkreises Trier-Saarburg
- 2000: Kunstpreis der Stadt Limburg[2]
- 2005: Preis zur Förderung Mainzer Bildender Künstlerinnen und Künstler[3]
- 2005: Georg-Christoph-Lichtenberg-Preis
- 2012: Daniel-Henry-Kahnweiler-Preis (Preisträger Malerei)[4]